# Pycnarmon mioswari
Pycnarmon mioswari es una especie de polilla de la familia Crambidae y del género Pycnarmon. Fue descrita por George Hamilton Kenrick en 1912 y descubierta en Papúa Nueva Guinea, donde se registró en la isla de Mioswar. 

## Características
La envergadura de sus alas es de aproximadamente 24 mm. Las alas anteriores son blancas, con una pequeña mancha negra y una mancha redonda más grande en el extremo de ellas. Antes del ápice presenta una mancha negra en la zona costal, de la que parte una línea de color ocre pálido y transversal que llega hasta el borde del ala. Las alas posteriores son blancas, con una pequeña mancha oscura cerca de la base y una línea fina de tamaño mediano con un borde más oscuro.